# ألبرت ر. أندرسون
ألبرت ر. أندرسون (بالإنجليزية: Albert R. Anderson)‏ هو محامي وسياسي أمريكي، ولد في 8 نوفمبر 1837 في مقاطعة آدمز في الولايات المتحدة، وتوفي في 17 نوفمبر 1898 في هت سبرينغز في الولايات المتحدة. حزبياً، نشط في الحزب الجمهوري. وقد انتخب عضو مجلس النواب الأمريكي.